# 劉欽
劉 欽（りゅう きん、? - 紀元前27年）は、前漢の皇族。漢の宣帝の皇子で元帝の弟。淮陽王に封建された。

## 略歴
母は宣帝に寵愛された張婕妤。霍皇后が廃位された後、宣帝は張婕妤を皇后に立てようと考えたが、霍皇后の一族である霍氏が皇太子を暗殺しようとしたことに懲りて、敢えて子を産んでいない者を皇后に選ぶこととし、王婕妤を皇后に選んだ。
劉欽は元康3年（紀元前63年）に淮陽王に封建され、成長すると経書や法律を好み、才能豊かであったので宣帝は彼を愛した。一方、皇太子（後の元帝）は寛大で仁の心の持ち主で儒術を好んでいたため、宣帝は劉欽のことを「真の我が子である」と言って嘆いた。宣帝は皇太子を廃位して劉欽と張婕妤を立てようとも考えたが、皇太子が自分が民間に居た頃の子で、その母の一族許氏を頼っていた恩もあり、皇太子の母の許皇后が毒殺されて母を早くに失ったということも考えると廃位するに忍びなかった。
そこで宣帝は丞相韋賢の子の韋玄成を淮陽王の中尉とし、兄への謙譲の意味を持たせた。
宣帝が死去し元帝の時代になると、劉欽は領国の淮陽に赴任した。当時、既に母の張婕妤は死亡していたが、外祖母と母の兄弟がいたため、劉欽は彼ら張氏一族を淮陽に移住させることを願った。しかし母の兄弟の一人張博は一族の墓を守りたいとの理由で断ったため、劉欽との関係が悪くなった。
だが金に困った張博は、劉欽に元帝の補佐となるよう働きかけると持ちかけ、劉欽も了承して彼に金を工面してやった。張博は娘婿で『易経』で有名な京房と結託したが、京房は元帝に一時信頼されるも宦官石顕らに排斥された。京房と共に張博も諸侯王を悪い道に誘ったとして獄に下され、京房も張博も処刑され張氏は配流された。劉欽も連座して逮捕されそうになったが元帝が止めさせ、諫大夫王駿に元帝じきじきの叱責を告げさせるに留めた。
元帝が死去し成帝の時代になると、劉欽は成帝の叔父であることから成帝に特に厚遇された。劉欽は張博らの事件のことを上書し、張氏一族を配流先から戻して欲しいと願い出た。丞相、御史大夫は以前の事を反省していないと弾劾したが、成帝は恩を与え、配流されていた者を帰還させた。
劉欽は河平2年（紀元前27年）に死亡し、憲王と諡された。子の文王劉玄が後を継いだ。

## 子女
- 淮陽文王 劉玄
- 共楽侯 劉欣